# Lyophyllum transforme
Lyophyllum transforme är en svampart som först beskrevs av Max Britzelmayer, och fick sitt nu gällande namn av Rolf Singer 1943. Lyophyllum transforme ingår i släktet Lyophyllum och familjen Lyophyllaceae.  Arten är reproducerande i Sverige. Inga underarter finns listade i Catalogue of Life.